# Anticorpi anti mitocondrio

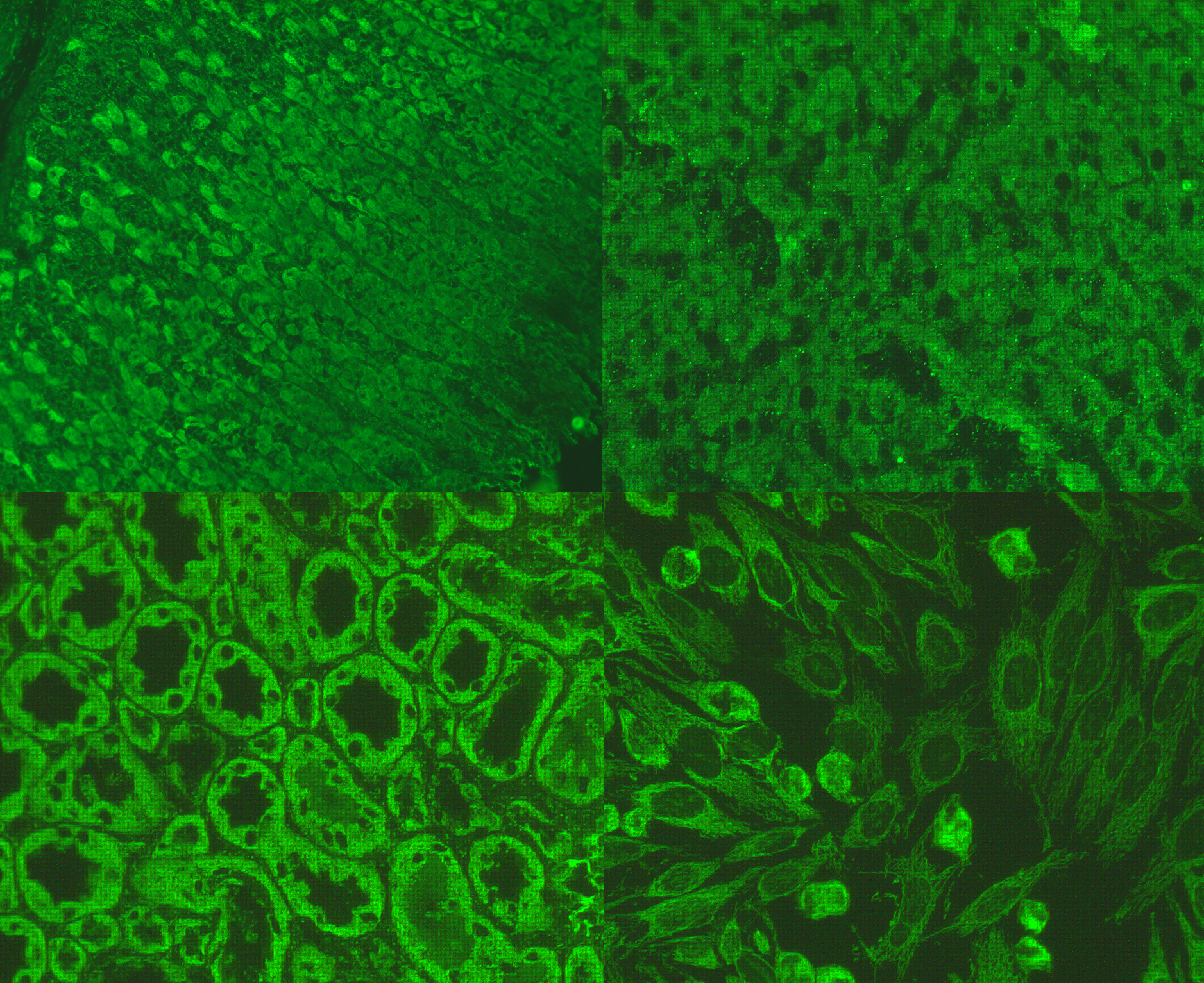
Colorazione a immunofluorescenza di campioni di anticorpi anti mitocondrio nello stomaco (in alto a sinistra), nel fegato (in alto a destra), nel rene (in basso a sinistra) e cellule HEp-20-10 (in basso a destra).

Gli anticorpi anti mitocondrio (AMA) sono autoanticorpi, costituiti da immunoglobuline formate contro i mitocondri, principalmente quelli presenti nelle cellule del fegato.
La presenza di AMA nel sangue o nel plasma di una persona può essere indicativa della presenza o del potenziale sviluppo di cirrosi biliare primaria, una malattia autoimmune, nota anche come colangite biliare primaria, tanto che si riscontra in circa il 95% dei casi. Tale condizione comporta fibrosi del tessuto epatico. La PBC è presente principalmente nelle donne di mezza età e in quelle affette da altre malattie autoimmuni.